# Totengräber (Beruf)

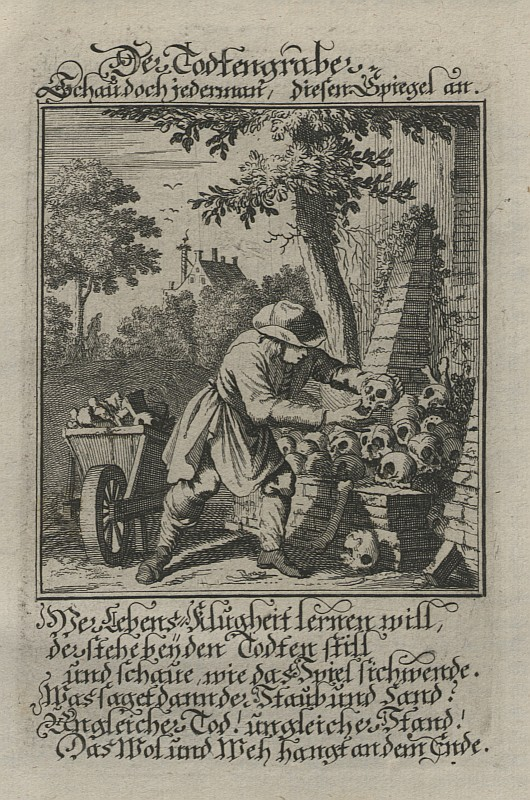
Totengräber, aus: Weigel, Christoph: Abbildung Der Gemein-Nützlichen Haupt-Stände Von denen Regenten Und ihren So in Friedens- als Kriegs-Zeiten zugeordneten Bedienten an, biß auf alle Künstler Und Handwercker (...),Regensburg, 1698

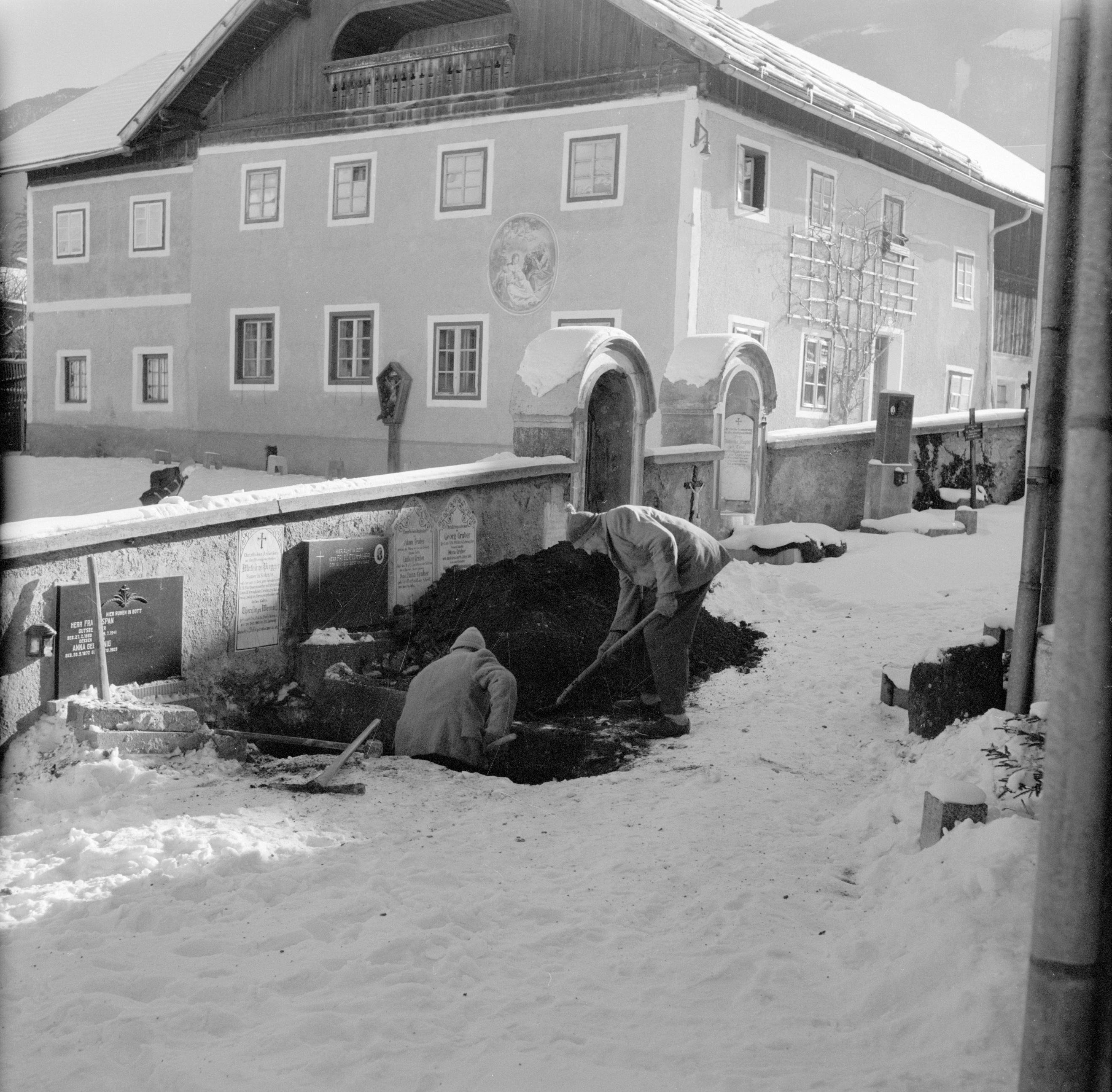
Totengräber in Österreich (Januar 1960)

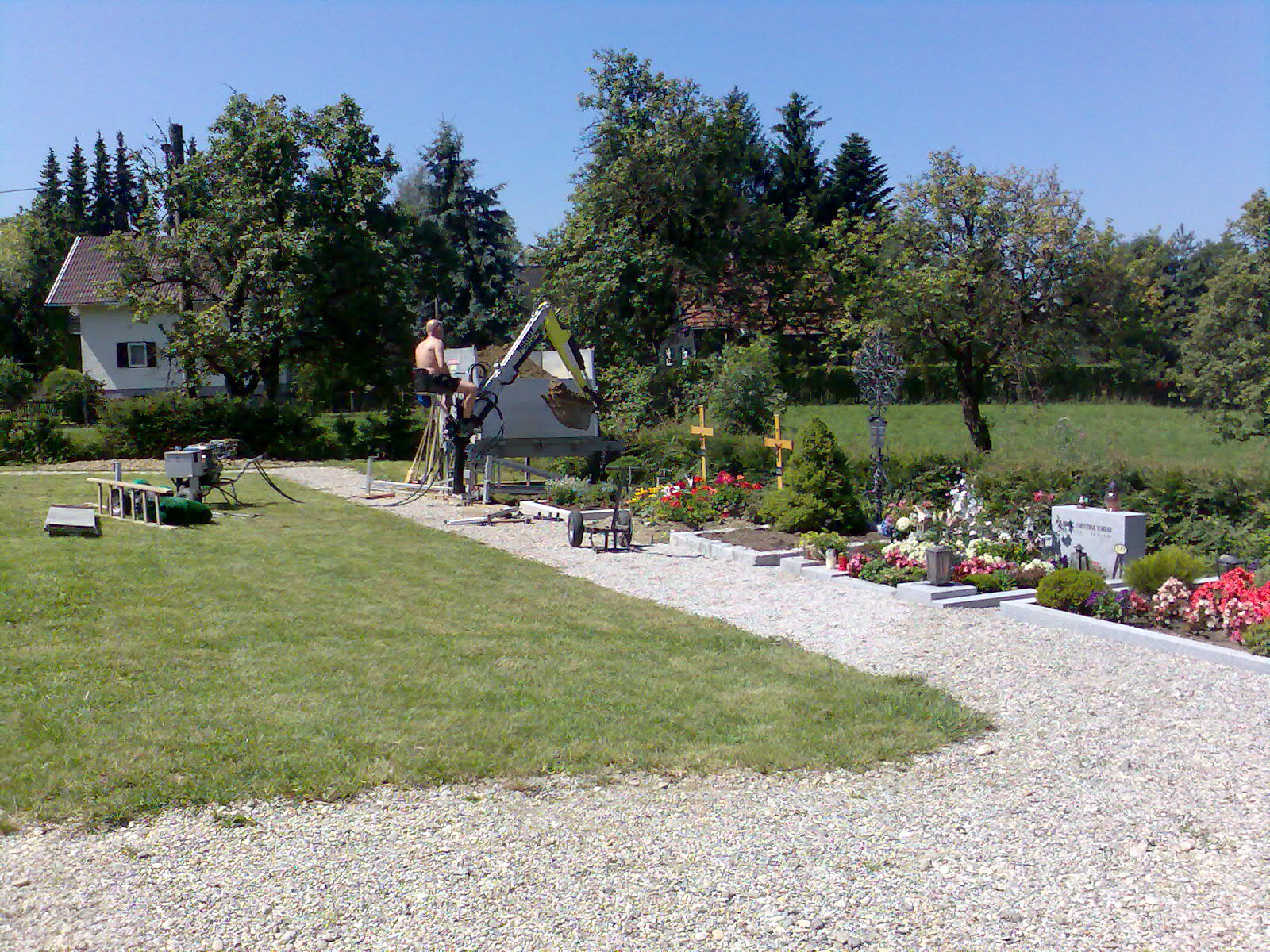
Totengräber mit Bagger (2008)

Dem Totengräber (nordd. Kuhlengräber) obliegt es, Gräber auszuheben und zu schließen, mit einschlägigen toten- und grabpflegerischen Nebentätigkeiten.
Im Mittelalter galt dies als ein verachteter „unehrlicher Beruf“, den in kleinen Kirchdörfern der Freiknecht mit zu übernehmen hatte. Im 16. und 17. Jahrhundert kam es in Pestzeiten öfter zu Hinrichtungen von Totengräbern, denen angelastet wurde, die Seuche vorsätzlich verbreitet zu haben.
Heute sind Totengräber meist Angestellte der Friedhofsverwaltung; die Berufsbezeichnung lautet „Friedhofswärter“. Vielfach wird die Totengräberei auch von einem Steinmetzbetrieb oder einem Bestattungsbetrieb ausgeführt.
Als Metapher wird das Wort vielfach und dann meist absprechend verwendet, zum Beispiel: „von Papen war der Totengräber der deutschen Republik.“

## In der Literatur
Zahlreiche literarische Werke, etwa Shakespeares Hamlet, führen Totengräber ein, um ihnen Ungeschminktes über die „Letzten Dinge“ in den Mund zu legen.
In Wolfgang Borcherts Kurzgeschichte Jesus macht nicht mehr mit, in der Soldaten einer Strafkompanie massenhaft Gräber ausschaufeln müssen, verweigert der Titelheld am Ende diesen niedrigsten Dienst.
Mario Schlembach erzählt in NEBEL von seiner Kindheit am Friedhof und berichtet detailliert über den Beruf des Totengräbers.